# Jocelin Donahue
Jocelin Donahue (Bristol, 8 novembre 1981) è un'attrice statunitense.
Attiva principalmente nel genere horror, ha recitato da protagonista in lavori come The House of the Devil e Dead Awake oltre a interpretare ruoli di primo piano in film come Doctor Sleep e Oltre i confini del male - Insidious 2.

## Biografia
Prima di intraprendere la carriera di attrice, Donahue si laurea in sociologia presso l'Università di New York. Fa il suo debutto nel 2006 con una serie di cortometraggi. Nel 2007 appare nell'episodio pilota Not Another High School Show, mentre ottiene il suo primo ruolo minore in un film cinematografico l'anno successivo in The Burrowers. Nel 2009, dopo un'altra parte minore nel film La verità è che non gli piaci abbastanza, ottiene il suo primo ruolo da protagonista nel film The House of the Devil. Per tale ruolo vince il premio di miglior attrice al Screamfest Horror Film Festival dello stesso anno.
Negli anni successivi continua a interpretare ruoli di rilievo in vari film, apparendo fra gli altri nel noto film horror Oltre i confini del male - Insidious 2. Ottiene inoltre un ruolo minore nel settimo capitolo della saga Fast & Furious. Nel 2016 ottiene un ruolo da protagonista di uno dei cortometraggi che compongono il film horror antologico Holidays. Nello stesso anno interpreta il ruolo della protagonista nel film Dead Awake. Continua negli anni successivi a recitare principalmente in opere horror, apparendo fra gli altri in Doctor Sleep. Nel 2021 ottiene un altro ruolo da protagonista nel film Offseason.

## Filmografia parziale

### Cinema
- The Burrowers, regia di J. T. Petty (2008)
- La verità è che non gli piaci abbastanza (He's Just Not That into You), regia di Ken Kwapis (2009)
- The House of the Devil, regia di Ti West (2009)
- Wes and Ella, regia di Christopher Cutri (2010)
- The Last Godfather, regia di Shim Hyung-rae (2010)
- The End of Love, regia di Mark Webber (2012)
- Free Samples, regia di Jay Gammill (2012)
- Oltre i confini del male - Insidious 2 (Insidious: Chapter 2), regia di James Wan (2013)
- Live at the Foxes Den, regia di Michael Kristoff (2013)
- Cake, episodio di Intimate Semaphores, regia di T. J. Misny (2014)
- The Living, regia di Jack Bryan (2014)
- Knight of Cups, regia di Terrence Malick (2015)
- The Frontier, regia di Oren Shai (2015)
- Fast & Furious 7, regia di James Wan (2015)
- Midnight Sex Run, regia di Ted Beck e Jordan Kessler (2015)
- Summer Camp, regia di Alberto Marini (2015)
- Father's Day, episodio di Holidays, regia di Anthony Scott Burns (2016)
- Dead Awake, regia di Phillip Guzman (2016)
- Boomtown, regia di Sabyn Mayfield (2017)
- 20 Weeks, regia di Leena Pendharkar (2017)
- The Stockings Were Hung, episodio di All the Creatures Were Stirring regia di Rebekah e David Ian McKendry (2018)
- I Trapped the Devil, regia di Josh Lobo (2019)
- Doctor Sleep, regia di Mike Flanaga (2019)
- Browse, regia di Mike Testin (2020)
- Offseason, regia di Mickey Keating (2021)
- The Last Stop in Yuma County, regia di Francis Galluppi (2023)

### Televisione
- Not Another High School Show, regia di Joel Gallen – episodio pilota (2007)
- Dirty Sexy Money – serie TV, episodio 1x08 (2007)
- CSI - Scena del crimine (CSI: Crime Scene Investigation) – serie TV, episodio 10x11 (2010)
- StartUp – serie TV, 5 episodi (2016)
- Lethal Weapon – serie TV, episodio 1x10 (2017)
- The Affair - Una relazione pericolosa (The Affair) – serie TV, episodio 5x10 (2019)
- The Rookie: Feds – serie TV, episodio 1x15 (2023)